# 가을 이야기
《가을 이야기》(프랑스어: Conte d'automne, 영어: Autumn Tale)는 1998년 개봉한 프랑스의 로맨틱 코미디 영화이다. 에릭 로메르가 감독과 각본을 맡았다. 에릭 로메르의 "사계" 시리즈의 네 번째 작품이자 시리즈 마지막 작품이다.

## 출연

### 주연
- 마리 리비에르
- 베아트리스 로망

### 조연
- 알랑 리볼트
- 디디에 상드레